# Horní Libochová
Horní Libochová (en allemand : Libochau) est une commune du district de Žďár nad Sázavou, dans la région de Vysočina, en Tchéquie. Sa population s'élevait à 199 habitants en 2020.

## Géographie
Horní Libochová se trouve à 11,5 km au nord-est de Velké Meziříčí, à 23 km au sud-est de Žďár nad Sázavou, à 40,5 km à l'est de Jihlava et à 145,5 km au sud-est de Prague.
La commune est limitée par Pikárec et Radkov au nord, par Dolní Libochová à l'est, par le quartier Bojanov de Křižanov au sud-est, et par Kundratice et Jívoví à l'ouest.

## Histoire
La première mention écrite de la localité date de 1364.

## Administration
La commune se compose de trois quartiers :
- Dolní Hlíny
- Horní Hlíny
- Horní Libochová

## Transports
Par la route, Horní Libochová se trouve à 13 km de Velké Meziříčí, à 35 km de Žďár nad Sázavou, à 48 km de Jihlava et à 168 km de Prague.